# Этигхайм
Этигхайм (нем. Ötigheim) — община в Германии, в земле Баден-Вюртемберг. 

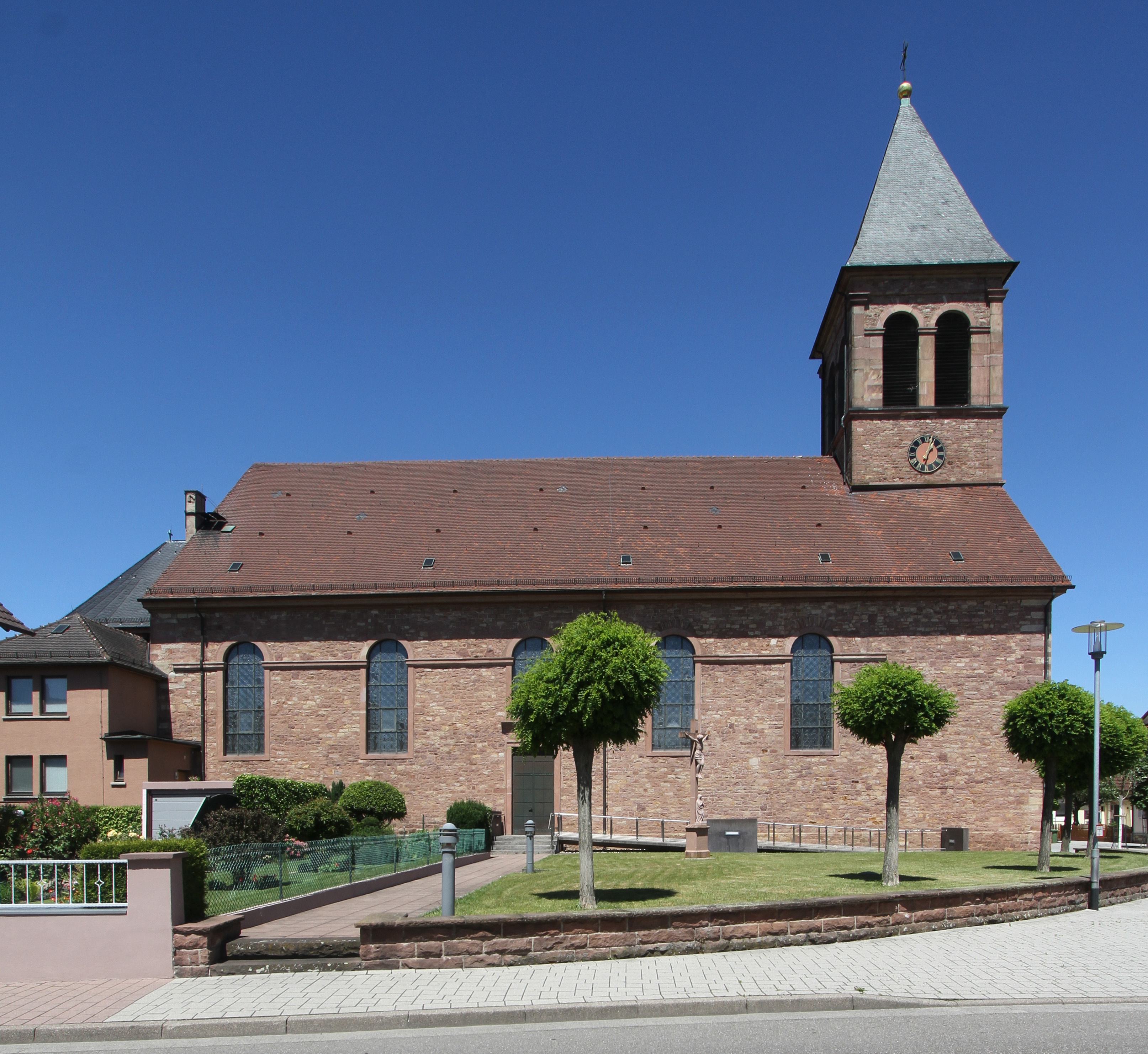

Подчиняется административному округу Карлсруэ. Входит в состав района Раштат.  Население составляет 4493 человека (на 31 декабря 2010 года). Занимает площадь 10,97 км². 
Этигхайм особенно известен своим театром под открытым небом — большой театр на 4000 мест работает с 1906 года.